# Conjunt del nucli urbà del Pont d'Armentera
El Conjunt del nucli urbà del Pont d'Armentera és una obra del Pont d'Armentera (Alt Camp) protegida com a Bé Cultural d'Interès Local.

## Descripció
El Pont d'Armentera està situat entre el riu Gaià i el torrent de Rupit, a 349 metres d'altitud. El poble té una estructura circular, seguint el traçat de l'antiga vila closa de l'època medieval. Al voltant d'aquest nucli han crescut barris nous, com el Raval Vell, el Raval Nou i el Raval dels Estenedors. En el poble s'han trobat les restes de l'aqüeducte romà que portava les aigües a Tarragona.

## Història
El primer document que parla del Pont és una carta de població de Cabra de l'any 980, però no va ser fins al segle xi que es va portar a terme la repoblació. Primer formava part del castell de Querol i l'any 1229 va ser cedida a Santes Creus per Ramon Alemany de Cervelló. El 1359 contava amb 27 focs segons el cens de Pere III. Al llarg del segle xiv experimentà un creixement econòmic i demogràfic, que propicià la construcció de carrers nous, els anomenats ravals, situats a la part oriental del torrent de Rupit. El procés de creixement es va mantenir al llarg del temps.